# Dorpsbos Sirjansland
Het Dorpsbos Sirjansland is een bos, gelegen ten noordwesten van het Zeeuwse dorp Sirjansland op het eiland Schouwen-Duiveland. 
Het kleine bosje ligt op de plaats waar in 1953 een dijkdoorbraak is geweest. Het heeft een bijzondere natuurwaarde door de aanwezigheid van een vleermuiskelder en een kikkerpoel.
Het dorpsbos wordt beheerd door Staatsbosbeheer. In 2001 is het bos omgevormd door vrijwilligers en Staatsbosbeheer.

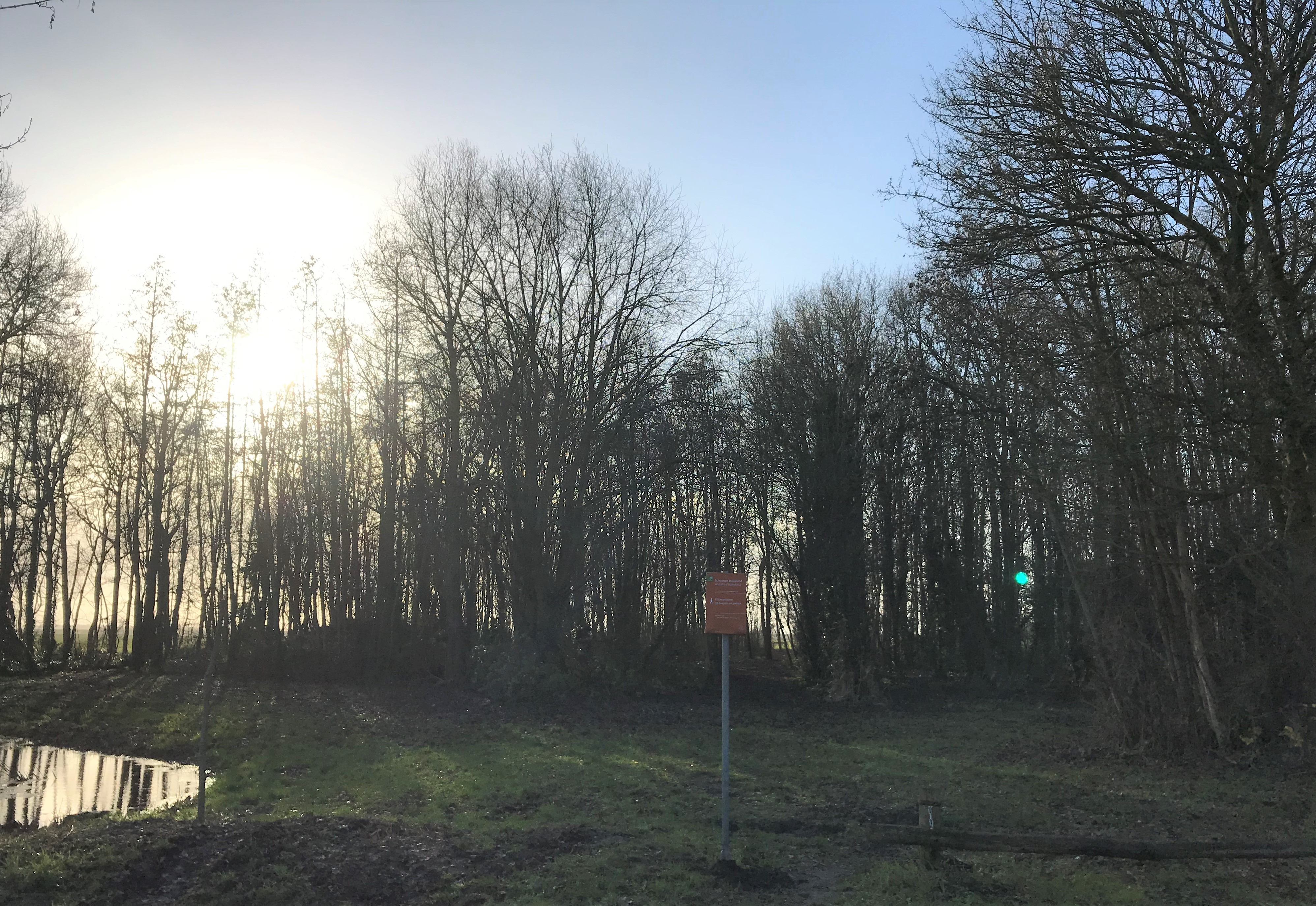
Dorpsbos Sirjansland met kikkerpoel